# David et Goliath (film, 1960)
Pour les articles homonymes, voir David et Goliath.
Pour plus de détails, voir Fiche technique et Distribution.
David et Goliath (David e Golia) est un péplum italien réalisé par Richard Pottier et Ferdinando Baldi et sorti en 1960.

## Résumé
L'ascension de David auprès du roi Saül, et son combat contre le géant Goliath, racontée à partir des textes bibliques.

## Fiche technique
- Titre original italien : David e Golia
- Titre français : David et Goliath
- Réalisation : Richard Pottier et Ferdinando Ba
- Scenario : Gino Mangini, Ambrogio Molteni, Emimmo Salvi, Umberto Scarpelli
- Photographie : Bitto Albertini
- Musique : Carlo Innocenzi
- Montage : Franco Fraticelli
- Pays d'origine :  Italie
- Format : couleur (Eastmancolor) – 35 mm – 2,35:1 – son : mono (Westrex Recording System)
- Genre : péplum, action
- Durée : 113 minutes
- Dates de sortie :  
  - Italie : 22 janvier 1960
  - France : 17 août 1960

## Distribution
- Orson Welles  (VF : Pierre Morin) : le roi Saül
- Ivica Pajer (en)  (VF : Serge Sauvion) : David
- Hilton Edwards (en)  (VF : Jean Toulout) : le prophète Samuel
- Massimo Serato  (VF : René Arrieu) : Abner
- Eleonora Rossi Drago  (VF : Nadine Alari) : Merab
- Giulia Rubini (VF : Martine Sarcey) : Michol
- Pierre Cressoy : Jonathan
- Furio Meniconi  (VF : Claude Bertrand) : Ashrod, roi des Philistins
- Aldo Pedinotti (en tant que « Kronos ») : Goliath
- Umberto Fiz (VF : René Bériard) : Lazare, conseiller d’Abner
- Luigi Tosi (VF : Jacques Eyser) : Benjamin
- Stefano Valle (VF : Fernand Fabre) : Isai
- Ugo Sasso (VF : Jean Violette) : Huro
- Emma Baron (VF : Marie Francey) : Anna

Version française réalisée par Les Nouvelles Productions cinématographiques, direction artistique : Paul Clément, dialogues français : Lucette Gaudiot et Paul Clément, prise de son : Jacques Le Breton, montage : Mireille Bessette